# 1-pentanol
1-pentanolul (denumit și alcool n-pentilic, alcool amilic sau n-pentanol) este un compus organic cu formula chimică C5H12O. Este unul dintre izomerii pentanolului și este un compus incolor lichid.

## Obținere
În jurul anului 1925, Sharples a dezvoltat un proces de obținere a 1-pentanolului care se baza pe clorurarea și hidroliza pentanului:
Astăzi, 1-pentanolul se obține în principal din 1-butenă, în urma unui proces de hidroformilare și hidrogenare ulterioară.